# Las Reveras

Els barris de Mónec amb las Reveras (08)

Las Reveras o lei Reveras (en francès, Les Révoires [lere'vwar] i en espanyol, Las Revoires [lasre'bojres]) és un sector de Mònaco, dins l'anciana comuna de la Condamina.
Porta el número estadístic 08. Sa superfície és de 75699 metres quadrats.

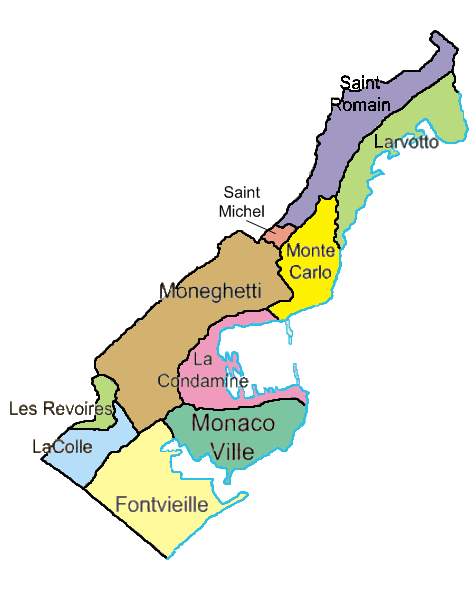
Mònaco

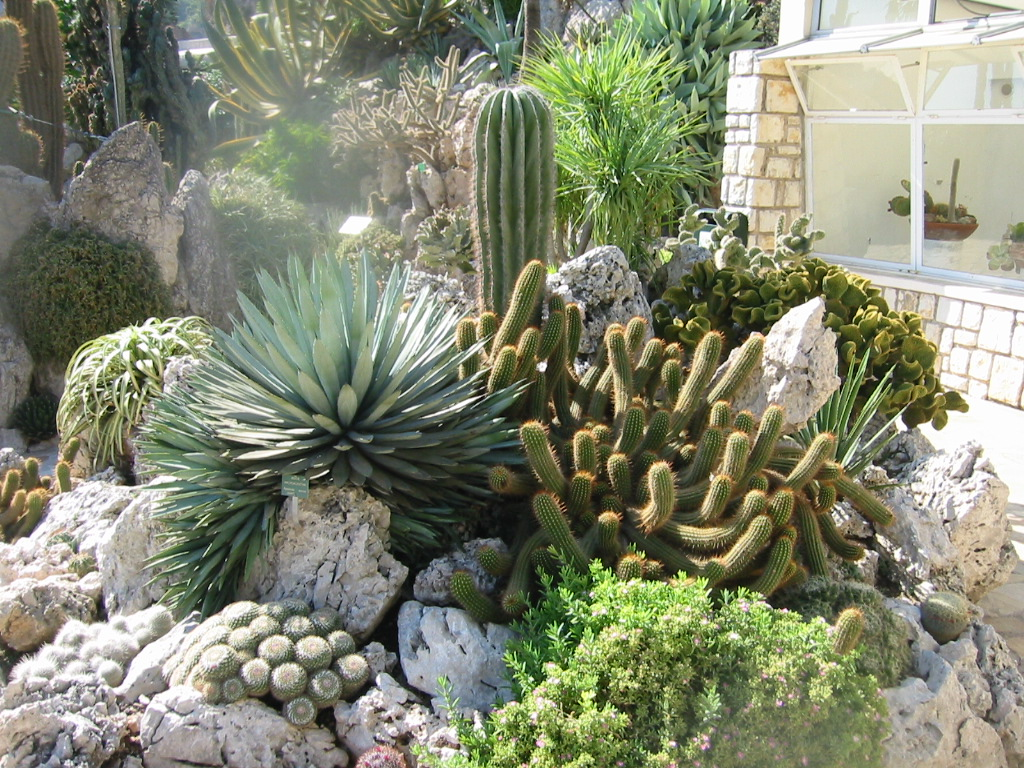
Jardin Exòtic de Mònegue (Jardí Exòtic de Mònaco)

Una part del camí conegut com el Camin de las Reveras és, amb 161 metres, el punt més alt de Mònaco.
Aquí s'hi troba el famós Jardin Exòtic de Mònegue, creat per Albert II de Mònaco. La inclinació que caracteritza el barri proveeix d'unes vistes impressionants de la Ròca i del Mediterrani.